# 劉五性
劉五性（韓語：유오성，1966年9月11日—），韓國男演員。毕业于漢陽大學戏剧电影系，1990年代通过电影《不能实现的渴望》《青春無悔》获得关注，并凭借电影《朋友》达到事业巅峰期。

## 家庭
刘五性出生于江原道寧越郡，家中有5个兄弟姐妹，他的三哥为隶属韩国政党國民力量的国会议员劉相凡，二哥刘相任为首尔大学材料工程系教授，于2024年就任韩国科学技术情报通信部部长。

## 演出作品

### 電視劇
- 2000年：MBC《危險誘惑》
- 2004年：SBS《張吉山》
- 2006年：KBS《來不及的愛》飾演 崔長洙
- 2007年：SBS《戀人啊》飾演 高東寓
- 2009年：SBS《吞噬太陽》飾演 Jackson Lee
- 2010年：MBC《金首露》飾演 神鬼干／泰康
- 2012年：SBS《信義》飾演 奇轍
- 2012年：KBS《Drama Special－國會議員鄭治成失蹤事件（朝鲜语：국회의원 정치성 실종사건）》
- 2013年：KBS《Drama Special－媽媽的島》
- 2013年：KBS《Drama Special－馬鬼》
- 2014年：KBS《朝鮮槍手》飾演 崔元信
- 2015年：KBS《SPY》飾演 黃奇哲
- 2015年：KBS《Drama Special－那兄弟的夏天》飾演 崔國鎮
- 2015年：KBS《生意之神 - 客主2015》飾演 吉少介
- 2016年：KBS《任意依戀》飾演 崔賢俊
- 2018年：KBS《你也是人類嗎》飾演 徐宗吉
- 2019年：JTBC《我的國家》飾演 徐劍（客串）
- 2021年：MBC《黑色太陽》飾演 白模沙
- 2023年：Netflix《Sweet Home 2》飾演 卓仁煥
- 2023年：JTBC《歡迎回到三達里》飾演 趙尚泰
- 2024年：Netflix《Sweet Home 3》飾演 卓仁煥
- 2024年：MBC《如此亲密的背叛者》饰演 郑斗哲

### 電影
- 1994年：《不能实现的渴望》
- 1995年：《怒火風雲》
- 1995年：《傀儡名單》
- 1996年：《他們的世界》
- 1997年：《青春無悔》
- 1997年：《毒香》
- 1997年：《美好時光》
- 1998年：《星期六下午2點》
- 1999年：《愛即是空》
- 1999年：《加油站襲擊事件》
- 1999年：《超級豬間諜案》
- 2001年：《朋友》飾演 李俊碩
- 2002年：《不敗男兒》
- 2003年：《繁星》
- 2004年：《安重根》
- 2004年：《別告訴爸爸》
- 2004年：《擂臺情聖》
- 2004年：《星嶺奇緣》
- 2006年：《方糖》
- 2008年：《小石橋》
- 2010年：《你好殺人犯》
- 2011年：《冠軍》
- 2012年：《媽媽別哭》
- 2013年：《光輝歲月》飾演 武忠額
- 2013年：《朋友2》飾演 李俊碩
- 2014年：《朝我的心臟開槍》飾演 崔奇勳
- 2018年：《安市城》飾演 淵蓋蘇文
- 2021年：《江陵》飾演 吉石

## 獲獎
- 1998年：MBC演技大賞新人獎
- 1999年：韓國最高演技演藝大賞男子部門人氣獎
- 2000年：第1屆釜山電影評論家協會獎最佳男配角獎（《加油站襲擊事件》）
- 2001年：第9屆春史電影賞最佳男主角獎（《朋友》）
- 2001年：第46屆亞太影展最佳男主角（《朋友》）
- 2002年：百想藝術大賞電影部門人氣獎（《朋友》）
- 2003年：大鐘獎電影節最佳男主角提名
- 2007年：大鐘獎電影節最佳男配角提名

## 外部連結
- 劉五性在NAVER上的资料
- 劉五性在韩国电影数据库（KMDb）上的資料（韓語）
- 劉五性在互联网电影资料库（IMDb）上的資料（英文）
- 劉五性在豆瓣上的资料（简体中文）